# What You Want (bài hát của Evanescence)
"What You Want" là một bài hát của ban nhạc rock người Mỹ Evanescence, được chọn làm đĩa đơn mở đầu cho album phòng thu thứ 3 mang chính tên của ban nhạc.

## Bảng xếp hạng
| Bảng xếp hạng (2011)                        | Vị trí cao nhất |
| ------------------------------------------- | --------------- |
| Canada (Canadian Hot 100)                   | 55              |
| Đức (Media Control Charts)                  | 84              |
| Nhật Bản (Japan Hot 100)                    | 89              |
| Hoa Kỳ Billboard Hot 100                    | 68              |
| Hoa Kỳ Mainstream Rock Songs (Billboard)    | 10              |
| Hoa Kỳ Alternative Songs (Billboard)        | 18              |
| Hoa Kỳ Rock Songs (Billboard)               | 15              |
| Anh Quốc (OCC)                              | 72              |
| UK Rock Chart (The Official Charts Company) | 1               |